# Ministre chargé du Commerce extérieur (France)
« Ministère du Commerce extérieur » redirige ici. Pour le ministère congolais, voir Ministère du Commerce extérieur (république démocratique du Congo).
Dans le gouvernement français, un membre du gouvernement peut être chargé du Commerce extérieur.  Il peut être de plein exercice ou rattaché au ministre chargé de l'économie et des finances ou au ministre chargé des affaires étrangères comme c'est le cas depuis 2014 : il peut avoir rang de ministre d'État, ministre, ministre délégué, secrétaire d'État. Son intitulé exact est fixé pour chaque nomination.
Le Ministre délégué chargé du Commerce extérieur et de Français de l'étranger est Laurent Saint-Martin (RE), depuis le 23 décembre 2024.

## Attributions
Le ministre chargé du Commerce extérieur concourt à la politique de promotion des exportations.
Il concourt à l'animation des relations économiques et commerciales bilatérales. Il participe à la préparation et à la conduite des négociations commerciales européennes et internationales. Il conduit celles menées dans le cadre de l'Organisation mondiale du commerce. 

## Cinquième République
| Ministre délégué ou secrétaire d'État               | Intitulé | Ministre de tutelle                                     | Intitulé                                                                   | Gouvernement                    | Date                            |                                 |                                 |                                 |                                 |
| Présidence de Charles de Gaulle                     | Présidence de Charles de Gaulle                                                                                    | Présidence de Charles de Gaulle                         | Présidence de Charles de Gaulle                                            | Présidence de Charles de Gaulle | Présidence de Charles de Gaulle | Présidence de Charles de Gaulle | Présidence de Charles de Gaulle | Présidence de Charles de Gaulle | Présidence de Charles de Gaulle |
| --------------------------------------------------- | --- | ------------------------------------------------------- | -------------------------------------------------------------------------- | ------------------------------- | ------------------------------- | ------------------------------- | ------------------------------- | ------------------------------- | ------------------------------- |
| Max Fléchet (du 17/11/1959 au 19/01/1960)           | Secrétaire d'État aux Affaires économiques extérieures                                                             | Antoine Pinay (jusqu'au 13/01/1960) Wilfrid Baumgartner | Ministre des Finances et des Affaires économiques                          | Debré                           | 08/01/1959 14/04/1962           |                                 |                                 |                                 |                                 |
| Gilbert Grandval                                    | Secrétaire d'État au Commerce extérieur                                                                            | Valéry Giscard d'Estaing                                | Ministre des Finances et des Affaires économiques                          | Pompidou 1                      | 15/04/1962 28/11/1962           |                                 |                                 |                                 |                                 |
| Pas de titulaire                                    | Pas de titulaire                                                                                                   | Pas de titulaire                                        | Pas de titulaire                                                           | Pompidou 2                      | 06/12/1962 08/01/1966           |                                 |                                 |                                 |                                 |
| Charles de Chambrun                                 | Secrétaire d'État au Commerce extérieur                                                                            | Michel Debré                                            | Ministre de l'Économie et des Finances                                     | Pompidou 3                      | 08/01/1966 01/04/1967           |                                 |                                 |                                 |                                 |
| Roland Nungesser                                    | Secrétaire d'État                                                                                                  | Michel Debré                                            | Ministre de l'Économie et des Finances                                     | Pompidou 4                      | 07/04/1967 1/05/1968            |                                 |                                 |                                 |                                 |
| Pas de titulaire du 12 juillet 1968 au 20 juin 1969 | |                                                         |                                                                            |                                 |                                 |                                 |                                 |                                 |                                 |
| Présidence de Georges Pompidou                      | |                                                         |                                                                            |                                 |                                 |                                 |                                 |                                 |                                 |
| Pas de titulaire du 22 juin 1969 au 27 mai 1974     | |                                                         |                                                                            |                                 |                                 |                                 |                                 |                                 |                                 |
| Présidence de Valéry Giscard d'Estaing              | |                                                         |                                                                            |                                 |                                 |                                 |                                 |                                 |                                 |
| Pas de titulaire du 28 mai 1974 au 8 juin 1974      | |                                                         |                                                                            |                                 |                                 |                                 |                                 |                                 |                                 |
| Norbert Ségard                                      | Secrétaire d'État au Commerce extérieur                                                                            | Plein exercice                                          | Plein exercice                                                             | Chirac 1                        | 28/05/1974 31/01/1975           |                                 |                                 |                                 |                                 |
| Norbert Ségard                                      | Ministre du Commerce extérieur                                                                                     | Plein exercice                                          | Plein exercice                                                             | Chirac 1                        | 31/01/1975 12/01/1976           |                                 |                                 |                                 |                                 |
| Raymond Barre                                       | Ministre du Commerce extérieur                                                                                     | Plein exercice                                          | Plein exercice                                                             | Chirac 1                        | 12/01/1976 25/08/1976           |                                 |                                 |                                 |                                 |
| André Rossi                                         | Ministre du Commerce extérieur                                                                                     | Plein exercice                                          | Plein exercice                                                             | Barre 1 et 2                    | 27/08/1976 31/03/1978           |                                 |                                 |                                 |                                 |
| Jean-François Deniau                                | Ministre du Commerce extérieur                                                                                     | Plein exercice                                          | Plein exercice                                                             | Barre 3                         | 05/04/1978 02/10/1980           |                                 |                                 |                                 |                                 |
| Michel Cointat                                      | Ministre du Commerce extérieur                                                                                     | Plein exercice                                          | Plein exercice                                                             | Barre 3                         | 02/10/1980 13/05/1981           |                                 |                                 |                                 |                                 |
| Présidence de François Mitterrand                   | |                                                         |                                                                            |                                 |                                 |                                 |                                 |                                 |                                 |
| Michel Jobert                                       | Ministre d'État, ministre du Commerce extérieur                                                                    | Plein exercice                                          | Plein exercice                                                             | Mauroy 1                        | 22/05/1981 22/06/1981           |                                 |                                 |                                 |                                 |
| Michel Jobert                                       | Ministre d'État, ministre du Commerce extérieur                                                                    | Plein exercice                                          | Plein exercice                                                             | Mauroy 2                        | 23/06/1981 22/03/1983           |                                 |                                 |                                 |                                 |
| Édith Cresson                                       | Ministre du Commerce extérieur et du Tourisme                                                                      | Plein exercice                                          | Plein exercice                                                             | Mauroy 3                        | 22/03/1983 17/07/1984           |                                 |                                 |                                 |                                 |
| Édith Cresson                                       | Ministre du Redéploiement industriel et du Commerce extérieur                                                      | Plein exercice                                          | Plein exercice                                                             | Fabius                          | 19/07/1984 20/03/1986           |                                 |                                 |                                 |                                 |
| Michel Noir                                         | Ministre délégué au Commerce extérieur                                                                             | Édouard Balladur                                        | Ministre d'État, chargé de l'Économie, des Finances et de la Privatisation | Chirac 2                        | 20/03/1986 10/05/1988           |                                 |                                 |                                 |                                 |
| Roger Fauroux                                       | Ministre de l'Industrie, du Commerce extérieur et de l'Aménagement du territoire                                   | Plein exercice                                          | Plein exercice                                                             | Rocard 1                        | 12/05/1988 23/06/1988           |                                 |                                 |                                 |                                 |
| Jean-Marie Rausch                                   | Ministre du Commerce extérieur et du Tourisme (entre le 05 et le 17/07/1990)                                       | Plein exercice                                          | Plein exercice                                                             | Rocard 2                        | 28/06/1988 15/05/1991           |                                 |                                 |                                 |                                 |
| Dominique Strauss-Kahn                              | Ministre délégué à l'Industrie et au Commerce extérieur                                                            | Pierre Bérégovoy                                        | Ministre d'État, ministre de l'Économie, des Finances et du Budget         | Cresson                         | 16/05/1991 02/04/1992           |                                 |                                 |                                 |                                 |
| Jean-Noël Jeanneney                                 | Secrétaire d'État au Commerce extérieur                                                                            | Dominique Strauss-Kahn                                  | Ministre délégué à l'Industrie et au Commerce extérieur                    | Cresson                         | 16/05/1991 02/04/1992           |                                 |                                 |                                 |                                 |
| Bruno Durieux (à partir du 03/06/1992)              | Ministre délégué au Commerce extérieur                                                                             | Dominique Strauss-Kahn                                  | Ministre de l'Industrie et du Commerce extérieur                           | Bérégovoy                       | 02/04/1992 29/03/1993           |                                 |                                 |                                 |                                 |
| Gérard Longuet                                      | Ministre de l'Industrie, des Postes et télécommunications et du Commerce extérieur                                 | Plein exercice                                          | Plein exercice                                                             | Balladur                        | 30/03/1993 14/10/1994           |                                 |                                 |                                 |                                 |
| José Rossi                                          | Ministre de l'Industrie, des Postes et télécommunications et du Commerce extérieur                                 | Plein exercice                                          | Plein exercice                                                             | Balladur                        | 17/10/1994 11/05/1995           |                                 |                                 |                                 |                                 |
| Présidence de Jacques Chirac                        | |                                                         |                                                                            |                                 |                                 |                                 |                                 |                                 |                                 |
| Christine Chauvet                                   | Secrétaire d'État au Commerce extérieur                                                                            | Yves Galland                                            | Ministre de l'Industrie                                                    | Juppé 1                         | 18/05/1995 07/11/1995           |                                 |                                 |                                 |                                 |
| Yves Galland                                        | Ministre délégué aux Finances et au Commerce extérieur                                                             | Jean Arthuis                                            | Ministre de l'Économie et des Finances                                     | Juppé 2                         | 07/11/1995 02/06/1997           |                                 |                                 |                                 |                                 |
| Jacques Dondoux                                     | Secrétaire d'État au Commerce extérieur                                                                            | Dominique Strauss-Kahn                                  | Ministre de l'Économie, des Finances et de l'Industrie                     | Jospin                          | 04/06/1997 28/07/1999           |                                 |                                 |                                 |                                 |
| François Huwart                                     | Secrétaire d'État au Commerce extérieur                                                                            | Dominique Strauss-Kahn                                  | Ministre de l'Économie, des Finances et de l'Industrie                     | Jospin                          | 28/07/1999 02/11/1999           |                                 |                                 |                                 |                                 |
| François Huwart                                     | Secrétaire d'État au Commerce extérieur                                                                            | Christian Sautter                                       | Ministre de l'Économie, des Finances et de l'Industrie                     | Jospin                          | 02/11/1999 27/03/2000           |                                 |                                 |                                 |                                 |
| François Huwart                                     | Secrétaire d'État au Commerce extérieur                                                                            | Laurent Fabius                                          | Ministre de l'Économie, des Finances et de l'Industrie                     | Jospin                          | 27/03/2000 06/05/2002           |                                 |                                 |                                 |                                 |
| Pas de titulaire du 7 mai 2002 au 17 juin 2002      | |                                                         |                                                                            |                                 |                                 |                                 |                                 |                                 |                                 |
| François Loos                                       | Ministre délégué(e) au Commerce extérieur                                                                          | Francis Mer                                             | Ministre de l'Économie, des Finances et de l'Industrie                     | Raffarin 2                      | 17/06/2002 30/03/2004           |                                 |                                 |                                 |                                 |
| François Loos                                       | Ministre délégué(e) au Commerce extérieur                                                                          | Nicolas Sarkozy                                         | Ministre d'État, ministre de l'Économie, des Finances et de l'Industrie    | Raffarin 3                      | 31/03/2004 29/11/2004           |                                 |                                 |                                 |                                 |
| François Loos                                       | Ministre délégué(e) au Commerce extérieur                                                                          | Hervé Gaymard                                           | Ministre de l'Économie, des Finances et de l'Industrie                     | Raffarin 3                      | 29/11/2004 25/02/2005           |                                 |                                 |                                 |                                 |
| François Loos                                       | Ministre délégué(e) au Commerce extérieur                                                                          | Thierry Breton                                          | Ministre de l'Économie, des Finances et de l'Industrie                     | Raffarin 3                      | 25/02/2005 31/05/2005           |                                 |                                 |                                 |                                 |
| Christine Lagarde                                   | Ministre délégué(e) au Commerce extérieur                                                                          | Thierry Breton                                          | Ministre de l'Économie, des Finances et de l'Industrie                     | de Villepin                     | 02/06/2005 15/05/2007           |                                 |                                 |                                 |                                 |
| Présidence de Nicolas Sarkozy                       | |                                                         |                                                                            |                                 |                                 |                                 |                                 |                                 |                                 |
| Pas de titulaire du 18 mai 2007 au 18 juin 2007     | |                                                         |                                                                            |                                 |                                 |                                 |                                 |                                 |                                 |
| Hervé Novelli                                       | Secrétaire d'État chargé des Entreprises et du Commerce extérieur                                                  | Christine Lagarde                                       | Ministre de l'Économie, des Finances et de l'Emploi                        | Fillon 2                        | 19/06/2007 18/03/2008           |                                 |                                 |                                 |                                 |
| Anne-Marie Idrac                                    | Secrétaire d'État chargé(e) du Commerce extérieur                                                                  | Christine Lagarde                                       | Ministre de l'Économie, de l'Industrie et de l'Emploi                      | Fillon 2                        | 18/03/2008 13/11/2010           |                                 |                                 |                                 |                                 |
| Pierre Lellouche                                    | Secrétaire d'État chargé(e) du Commerce extérieur                                                                  | Christine Lagarde                                       | Ministre de l'Économie, des Finances et de l'Emploi                        | Fillon 3                        | 14/11/2010 29/06/2011           |                                 |                                 |                                 |                                 |
| Pierre Lellouche                                    | Secrétaire d'État chargé(e) du Commerce extérieur                                                                  | François Baroin                                         | Ministre de l'Économie, des Finances et de l'Emploi                        | Fillon 3                        | 29/06/2011 10/05/2012           |                                 |                                 |                                 |                                 |
| Présidence de François Hollande                     | |                                                         |                                                                            |                                 |                                 |                                 |                                 |                                 |                                 |
| Pierre Moscovici                                    | Ministre de l'Économie, des Finances et du Commerce extérieur                                                      | Plein exercice                                          | Plein exercice                                                             | Ayrault 1                       | 16/05/2012 18/06/2012           |                                 |                                 |                                 |                                 |
| Nicole Bricq                                        | Ministre du Commerce extérieur                                                                                     | Plein exercice                                          | Plein exercice                                                             | Ayrault 2                       | 21/06/2012 31/03/2014           |                                 |                                 |                                 |                                 |
| Fleur Pellerin                                      | Secrétaire d'État chargé(e) du Commerce extérieur, de la Promotion du tourisme et des Français de l'étranger       | Laurent Fabius                                          | Ministre des Affaires étrangères et du Développement international         | Valls 1                         | 09/04/2014 25/08/2014           |                                 |                                 |                                 |                                 |
| Thomas Thévenoud                                    | Secrétaire d'État chargé(e) du Commerce extérieur, de la Promotion du tourisme et des Français de l'étranger       | Laurent Fabius                                          | Ministre des Affaires étrangères et du Développement international         | Valls 2                         | 26/08/2014 04/09/2014           |                                 |                                 |                                 |                                 |
| Matthias Fekl                                       | Secrétaire d'État chargé(e) du Commerce extérieur, de la Promotion du tourisme et des Français de l'étranger       | Laurent Fabius                                          | Ministre des Affaires étrangères et du Développement international         | Valls 2                         | 04/09/2014 11/02/2016           |                                 |                                 |                                 |                                 |
| Matthias Fekl                                       | Secrétaire d'État chargé(e) du Commerce extérieur, de la Promotion du tourisme et des Français de l'étranger       | Jean-Marc Ayrault                                       | Ministre des Affaires étrangères et du Développement international         | Valls 2                         | 11/02/2016 06/12/2016           |                                 |                                 |                                 |                                 |
| Matthias Fekl                                       | Secrétaire d'État chargé(e) du Commerce extérieur, de la Promotion du tourisme et des Français de l'étranger       | Jean-Marc Ayrault                                       | Ministre des Affaires étrangères et du Développement international         | Cazeneuve                       | 06/12/2016 21/03/2017           |                                 |                                 |                                 |                                 |
| Harlem Désir                                        | Secrétaire d'État chargé des Affaires européennes, du Commerce extérieur et de la Promotion du tourisme            | Jean-Marc Ayrault                                       | Ministre des Affaires étrangères et du Développement international         | Cazeneuve                       | 06/04/2017 10/05/2017           |                                 |                                 |                                 |                                 |
| Présidence d'Emmanuel Macron                        | |                                                         |                                                                            |                                 |                                 |                                 |                                 |                                 |                                 |
| Jean-Baptiste Lemoyne                               | Secrétaire d'État auprès du Ministre de l'Europe et des Affaires étrangères                                        | Jean-Yves Le Drian                                      | Ministre de l'Europe et des Affaires étrangères                            | Édouard Philippe                | 21/06/2017                      |                                 |                                 |                                 |                                 |
| Franck Riester                                      | Ministre chargé du Commerce extérieur et de l'Attractivité                                                         | Jean-Yves Le Drian                                      | Ministre de l'Europe et des Affaires étrangères                            | Castex                          | 06/07/2020 16/05/2022           |                                 |                                 |                                 |                                 |
| Franck Riester                                      | Ministre chargé du Commerce extérieur et de l'Attractivité                                                         | Catherine Colonna                                       | Ministre de l'Europe et des Affaires étrangères                            | Borne                           | 20/05/2022 04/07/2022           |                                 |                                 |                                 |                                 |
| Olivier Becht                                       | Ministre délégué chargé du Commerce extérieur, de l'Attractivité et des Français de l'étranger                     | Catherine Colonna                                       | Ministre de l'Europe et des Affaires étrangères                            | Borne                           | 04/07/2022 11/01/2024           |                                 |                                 |                                 |                                 |
| Franck Riester                                      | Ministre délégué chargé du Commerce extérieur, de l’Attractivité, de la Francophonie et des Français de l’étranger | Stéphane Séjourné                                       | Ministre de l'Europe et des Affaires étrangères                            | Attal                           | 08/02/2024 21/09/2024           |                                 |                                 |                                 |                                 |
| Sophie Primas                                       | Ministre déléguée chargée du Commerce extérieur et de Français de l'étranger                                       | Jean-Noël Barrot                                        | Ministre de l'Europe et des Affaires étrangères                            | Barnier                         | 21/09/2024 23/12/2024           |                                 |                                 |                                 |                                 |
| Laurent Saint-Martin                                | Ministre délégué chargée du Commerce extérieur et de Français de l'étranger                                        | Jean-Noël Barrot                                        | Ministre de l'Europe et des Affaires étrangères                            | Bayrou                          | 23/12/2024 en cours             |                                 |                                 |                                 |                                 |